# روپی کور
روبی کور (انگلیسی: Rupi Kaur; ۵ اکتبر ۱۹۹۲ –) نویسنده، و تصویرگر اهل هندی کانادایی است. وی همچنین برندهٔ جوایزی همچون ۱۰۰ زن بی‌بی‌سی شده‌است. اولین کتاب او، مجموعه‌ای از شعر و نثر با نام شیر و عسل، در سال ۲۰۱۴ منتشر شد. کتاب دوم او، خورشید و گل‌هایش (به انگلیسی: Sun and Her Flowers)، در سال ۲۰۱۷ منتشر شد. هر دوی این کتاب‌ها حاوی تصاویری هستند که توسط کور و دیگران کشیده شده‌اند تا به خواننده کمک کنند تا یک تصویر را با هر شعر مرتبط سازد.